# Eupsilia knowltoni
Eupsilia knowltoni là một loài bướm đêm trong họ Noctuidae.